# Духовое (озеро, Баргузинский район)
Ду́ховое — пресное озеро в Баргузинском районе Бурятии (Россия). Площадь — 6,16 км². Входит в рекреационную местность «Баргузинское побережье Байкала», с запретом хозяйственной и иной деятельности, не связанной с её задачами.

## География
Находится в 6 км (по прямой) к востоку от села Максимиха. В озеро впадает несколько речек, из юго-западного угла водоёма вытекает река Духовая (длиной около 2,5 км), впадающая в Байкал. На протяжении 4,7 км вдоль северо-западного берега озера проходит Баргузинский тракт.